# 3-тя армія (Румунія)

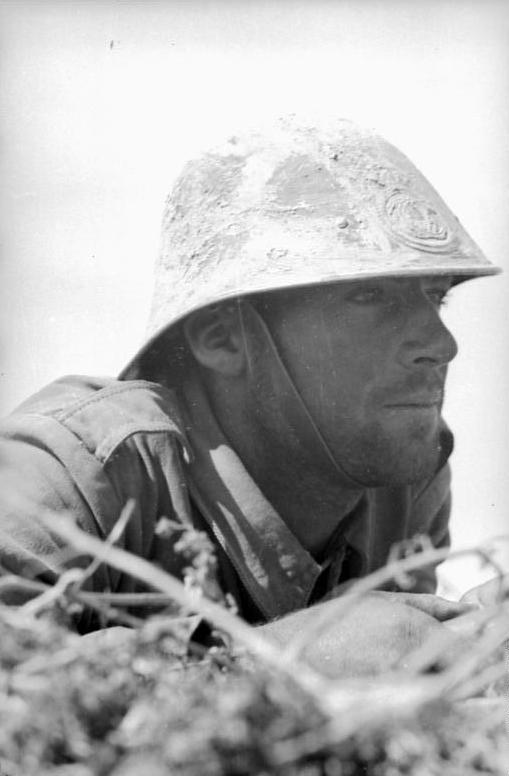
Румунський солдат, червень 1942

3-тя руму́нська а́рмія (рум. Armata 3 română) — загальновійськова армія Румунського королівства періоду Другої світової війни, брала активну участь в операціях вермахту на Східному фронті. Незмінним командувачем армії був генерал-лейтенант Петре Думітреску.

## Початкові етапи війни
Згідно з планом війни Третього Рейху проти СРСР румунським частинам відводилася роль підтримки наступу південного флангу німецьких військ. Відповідно до зазначених завдань третя та четверта румунські армії були включені до Групи армій «Південь» вермахту, метою якої було визначене просування територією України та Кубані у напрямку Кавказу. Від початку наступу німецьких армій на СРСР у червні 1941 основний удар підрозділів Групи армій «Південь» спрямовувався з території окупованої Польщі у напрямку Західної України. Обидві румунські армії, а також 11-та армія вермахту, розміщені на території Румунії, лишалися на своїх позиціях, оскільки вважалося, що форсування Прута, необхідне для удару з цього напрямку, вимагає підтримки військ, які вже заглибилися в територію СРСР.
Наступальна операція на цьому напрямку розпочалася 2 липня 1941 року, коли окремі підрозділи 3-ї румунської армії перейшли кордон і захопили декілька сіл на протилежному березі Прута. Згодом армія вела бої на території Буковини та Північної Бессарабії. 5 липня 1941 підрозділи армії зайняли Чернівці, 8 липня — Хотин, а 12 липня вийшли на берег Дністра.

## Наступальні операції на півдні України
17 липня 1941 року 3-тя румунська армія форсувала Дністер та разом з 11-ю та 17-ю арміями вермахту розпочала просування у глиб України. Брала участь у боях за Умань, Кривий Ріг, форсуванні Дніпра, оточенні частин радянських 9-ї та 18-ї армій на Півдні України.
З жовтня 1941 і до остаточного захоплення Криму військам вермахту у липні 1942 окремі підрозділи 3-ї румунської армії у складі німецьких армій та корпусів брали участь у наступальних боях на території Криму, основна частина румунських підрозділів займали оборонні позиції або залучалися до охоронних функцій та відбиття десантів радянських військ на окупованих територіях Кримського півострова.

## Участь у битві за Кавказ та Сталінградській битві

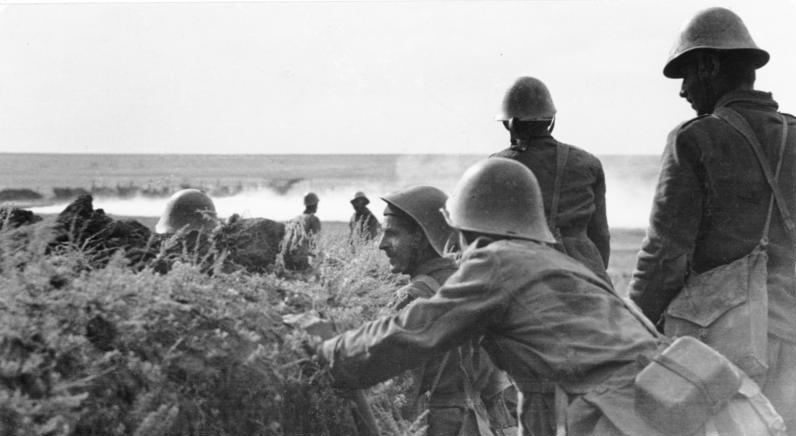
Румунські солдати на позиціях в районі Сталінграда, 1942

У серпні 1942 3-тя румунська армія була реорганізована та підпорядкована 17-й армії вермахту, у її складі було залишено лише Кавалерійський корпус у складі 5-ї, 6-ї та 9-ї кавалерійських дивізій. 4 серпня 1942 підрозділи армії форсували Дон поблизу Ростова та почали просування у напрямку Кавказу. Брали участь у захопленні Таманського півострова та Новоросійська.
У вересні 1942 року 3-тя румунська армія була переведена до Сталінграда, де зайняла позиції відведених 5-ти італійських та 2-х німецьких дивізій. Попередньо армія пройшла крізь чергову реорганізацію та включала на той момент 8 піхотних та 2 кавалерійських дивізії загальною чисельністю 152,5 тисяч військовослужбовців, об'єднані у 4 корпуси та резерв.
Позиції армії були атаковані радянськими військами 19 листопада 1942, вже до кінця листопада половину дивізій армії було втрачено в позиційних боях та оточеннях. Загалом, у результаті Сталінградської битви 3-тю армію було практично знищено, сукупні втрати румунських військ у ході битви склали 159 тисяч осіб вбитими, пораненими та пропалими безвісти. Фактично було втрачено 16 з 18 румунських дивізій, що діяли на цій ділянці фронту, левова частка втрат припала саме на 3-тю армію.

## Завершальні стадії війни

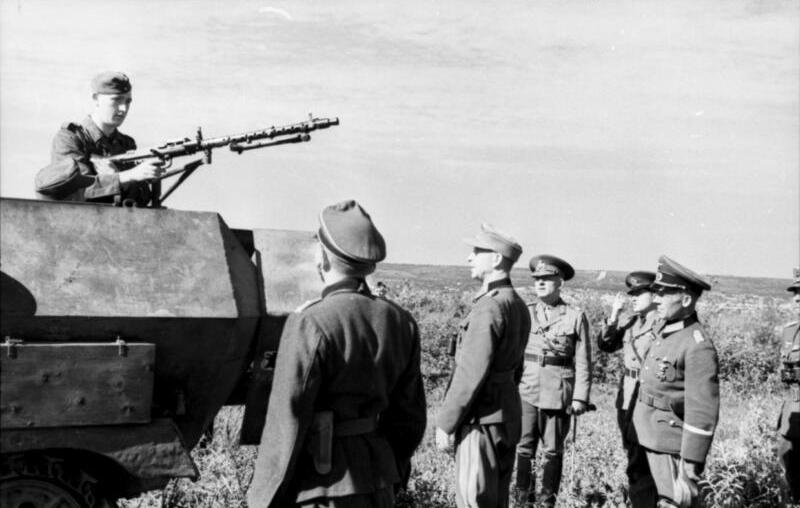
Румунські офіцери біля бронетранспортера, червень 1944

Після розгрому під Сталінградом залишки 3-ї румунської армії брали участь лише у оборонних боях під час свого відступу до Румунії.
З наближенням до Румунії радянської армії 23 серпня 1944 року румунський король Міхай I за підтримки антифашистської опозиції здійснив державний переворот та, арештувавши диктатора країни Антонеску та про-німецько налаштованих генералів, оголосив війну Німеччині.
До кінця Другої світової війни залишки 3-ї армії разом з іншими з'єднаннями румунського війська брали участь у бойових діях проти колишніх союзників на території Румунії, Угорщини та Австрії.

## Склад армії
Станом на червень 1941 року Королівство Румунія надало на підтримку операцій вермахту проти СРСР 12 піхотних дивізій, 1 бронетанкову дивізію, 1 дивізію охорони, 3 гірських, 3 кавалерійських та 2 саперних бригади загальною чисельністю 326 тисяч військовослужбовців. Деякі з цих підрозділів були підпорядковані безпосередньо арміям Вермахту, більшість — об'єднані у 3-тю та 4-ту румунські армії і декілька армійських корпусів.

### Склад армії на червень 1941
Перед початком наступу на СРСР 3-тя румунська армія зосереджувала у своєму складі насамперед гірські та кавалерійські частини, мала у своєму підпорядкуванні підрозділи загальною кількістю 74 700 вояків:
- Гірський корпус:

- 1-ша гірська бригада;
- 2-га гірська бригада;
- 4-та гірська бригада;

- Кавалерійський корпус:

- 5-та кавалерійська бригада;
- 6-та кавалерійська бригада;
- 8-ма кавалерійська бригада;

- 5 ескадрилей розвідувальної та бомбардувальної авіації;
- Розвідувальні, артилерійські та протитанкові підрозділи.

### Склад армії на вересень 1942

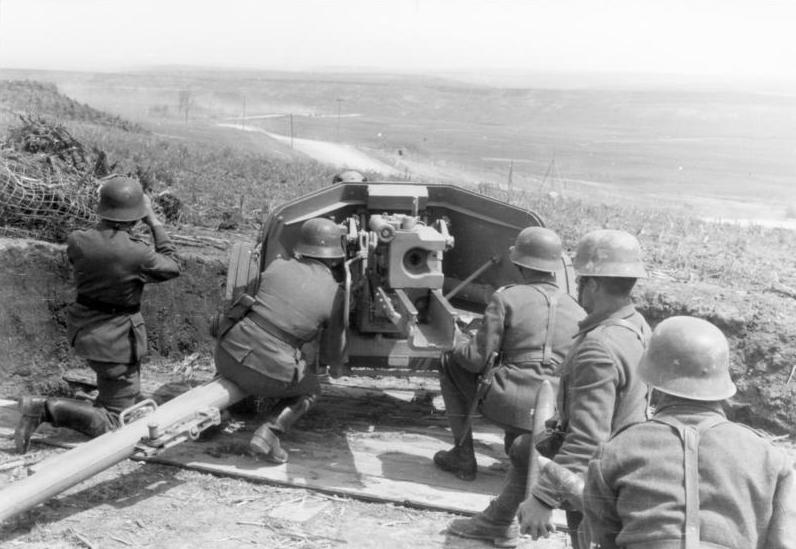
Румунські артилеристи, 1944

Перед початком Сталінградської битви у складі 3-ї румунської армії були зосереджені основні збройні сили Румунії на Східному фронті, загальна чисельність військ армії становила 152,5 тисячі румунських військовослужбовців та 11,2 тисяч вояків вермахту.
- 1-й корпус:

- 7-ма піхотна дивізія;
- 11-та піхотна дивізія;

- 2-й корпус:

- 9-та піхотна дивізія;
- 14-та піхотна дивізія;

- 4-й корпус:

- 1-ша кавалерійська дивізія;
- 13-та піхотна дивізія;

- 5-й корпус:

- 5-та піхотна дивізія;
- 6-та піхотна дивізія;

- Резерв:

- 7-ма кавалерійська дивізія;
- 15-та піхотна дивізія;